# Rudolf Sigmund von Holzschuher
Freiherr Rudolph Christoph Karl Sigmund von Holzschuher zu Harrlach und Thalheim-Aschbach (* 22. Januar 1777 in Nürnberg; † 20. Juli 1861 ebenda) war ein deutscher Jurist und Politiker.

## Leben und Wirken
Holzschuher, der dem Patriziergeschlecht der Holzschuher von Harrlach entstammte, begann im Alter von 18 Jahren ein Jurastudium an der Universität Altdorf. Neben den Rechtswissenschaften galt sein Interesse der Philosophie, so hörte er im Jahr 1797 an der Universität Jena Vorlesungen von Johann Gottlieb Fichte.
Im Jahr 1799 erwarb er in Altdorf den Grad eines Doctor iuris utriusque und wurde daraufhin am 2. April 1799 zum Advokaten ernannt. Im Jahr 1804 wurde er Syndikus der Stadt Nürnberg, 1805 wurde er zum „reichsstädtischen Konsulenten“ ernannt.
Im Jahr 1806 war Holzschuher Anwalt von Johann Philipp Palm, der wegen der in seinem Verlag erschienenen Schrift Deutschland in seiner tiefen Erniedrigung, in der zum Widerstand gegen die französische Besatzungsmacht aufgerufen wurde, inhaftiert worden war. Palms Hinrichtung konnte er jedoch nicht verhindern.
Nachdem die Reichsstadt Nürnberg im Jahr 1806 aufgelöst und dem Königreich Bayern zugeschlagen worden war, setzte sich Holzschuher für die rechtliche Klärung der Angelegenheiten seiner Heimatstadt ein. Eines seiner Anliegen war die Übernahme der Verbindlichkeiten der zuletzt hochverschuldeten ehemaligen Reichsstadt durch das Königreich. Diese wurde in einem Gesetz vom 22. Juli 1819 beschlossen. Außerdem versuchte er, die Interessen der alten Nürnberger Patrizierfamilien gegenüber der neuen Obrigkeit zu wahren.
Ab 1825 war er wiederholt als Abgeordneter der bayerischen Ständeversammlung tätig. Über seine politische Tätigkeit in München publizierte er, um das öffentliche Interesse an Politik und parlamentarischer Arbeit zu wecken.
Holzschuher war Mitarbeiter der 1835 gegründeten Nürnberger Kirchenverwaltung.
1840 wurde ihm die erneute Übernahme eines Abgeordnetenmandates verweigert. Danach verfasste er sein Hauptwerk, Theorie und Kasuistik des gemeinen Zivilrechts. Dieses fand in der Fachwelt großen Anklang, weswegen es auch 1865, vier Jahre nach seinem Tod, nochmals in einer erweiterten und bearbeiteten Auflage herausgegeben wurde.
Holzschuher war Träger des Ehrentitels Justizrat.